# فضة يمنية

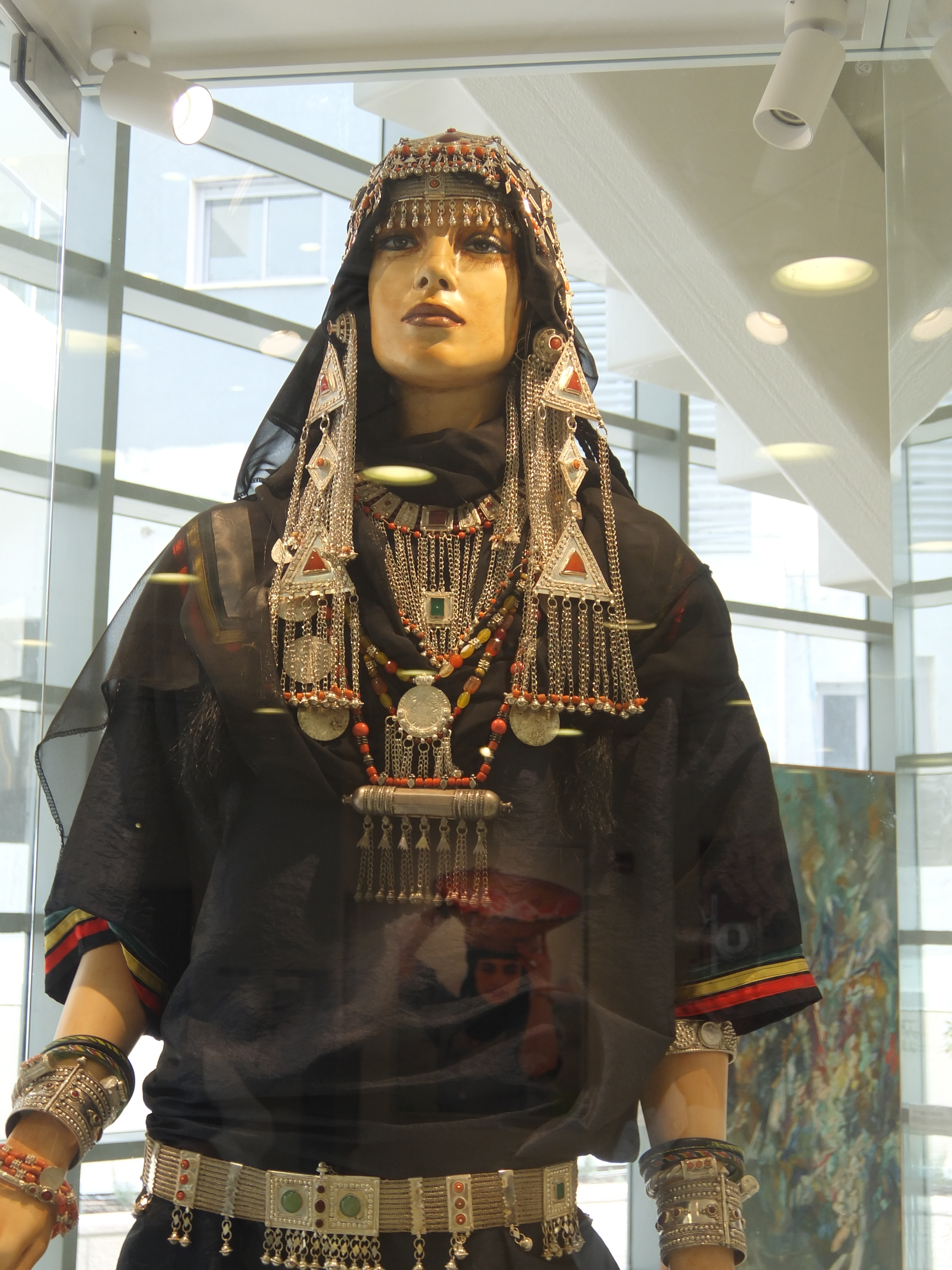
عارضة أزياء مع مجوهرات فضية يمنية تقليدية في مركز التراث اليمني، رحوفوت، إسرائيل

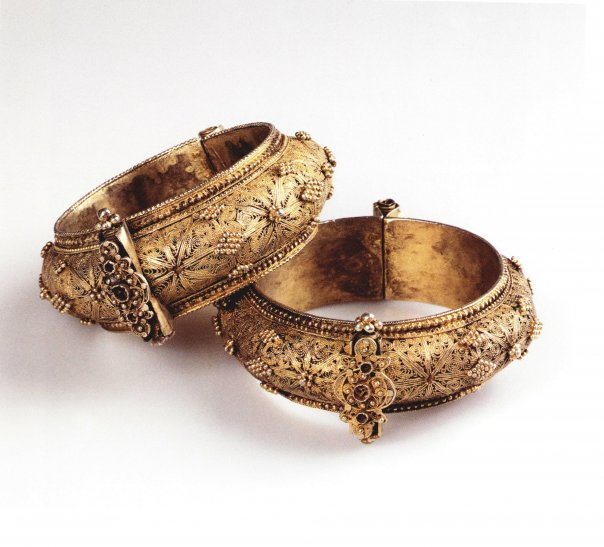
أساور فضية، أوائل القرن العشرين

تشير الفضة اليمنية إلى عمل صائغي الفضة من اليمن. كانوا من الحرفيين المشهود لهم للغاية والذين سيطروا على الإنتاج الحرفي للمعادن الثمينة في جنوب شبه الجزيرة العربية من القرن الثامن عشر حتى منتصف القرن العشرين على الأقل. تمت الإشادة بصائغي الفضة هؤلاء لاستخدامهم الماهر للحبيبات الدقيقة والتقطيع، وإنتاج الحلي مثل الأساور النسائية، والقلائد، والتيجان، وكذلك أغماد غمد متقنة لخناجر الرجال (الجنبية).

## تاريخ

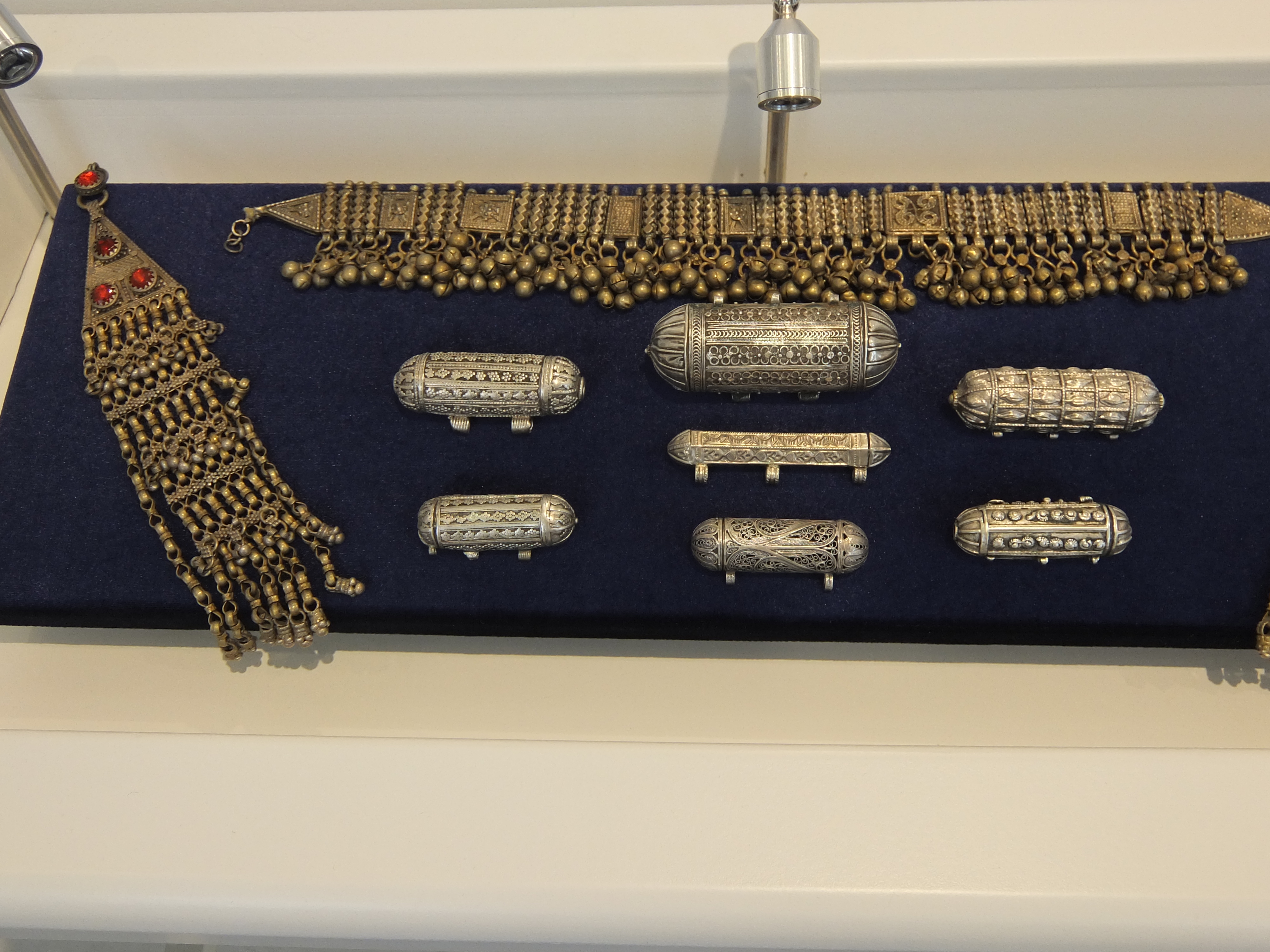
عرض الحرف الفضية

صاغة الفضة اليمنيون، وهي تجارة مملوكة بشكل كبير لليهود الذين يعيشون في المجتمع اليمني التقليدي، كانت نشطة منذ منتصف القرن الثامن عشر على الأقل. كانت النساء أكبر زبائن المجوهرات المصنوعة من الذهب والفضة، وكثيراً ما كانت كمية المجوهرات التي يتم ارتداؤها مؤشراً على مكانة المرأة. هاجر بعض صائغي الفضة اليمنيين إلى فلسطين في أواخر القرن التاسع عشر، واستمرت الهجرة في أوائل القرن العشرين. في أوائل القرن العشرين، وظفت أكاديمية بتسلئيل للفنون والتصميم العديد من يهود اليمن في إنتاج المجوهرات الفضية الراقية.
بين يونيو 1949 وسبتمبر 1950، هاجرت الجالية اليهودية بأكملها تقريبًا في اليمن، بما في ذلك كل صائغ الفضة تقريبًا في البلاد، إلى إسرائيل في عملية هجرة جماعية محمولة جواً عُرفت باسم عملية بساط الريح. سد المسلمون هذه الفجوة في صناعة الفضة في اليمن في منتصف القرن العشرين، حيث غادر اليهود اليمنيون إلى إسرائيل. بدأ استيراد المجوهرات المصنوعة من الذهب والفضة بكميات كبيرة إلى اليمن في ثلاثينيات القرن الماضي، وسيطرت على السوق بحلول نهاية القرن العشرين، مما تسبب في تضاؤل صناعة الفضة التقليدية.

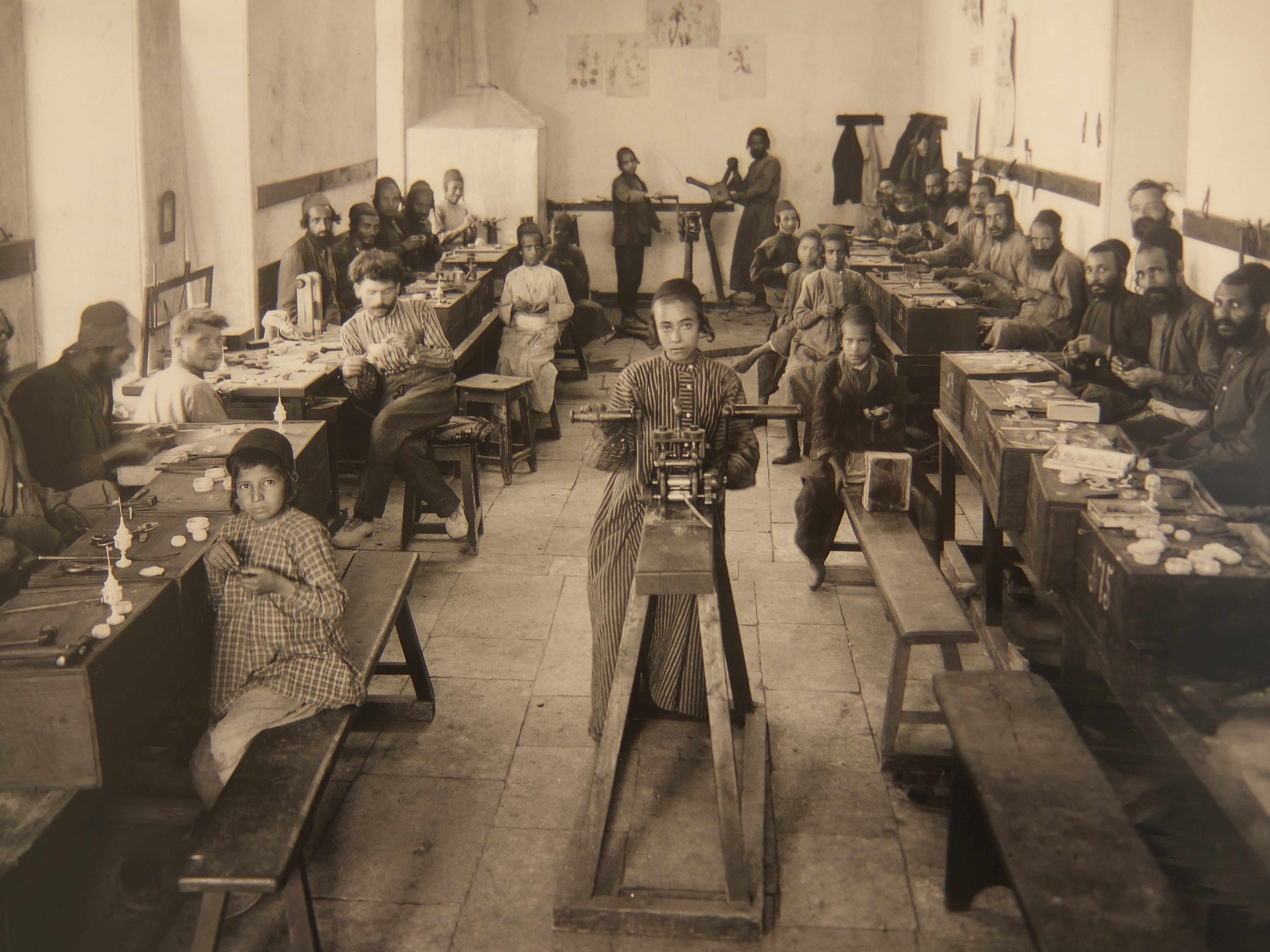
صائغون يمنيون في مدرسة بتسلئيل للفنون، 1909

وفقًا لمارك إس واجنر، أستاذ الأدب العربي والشريعة الإسلامية بجامعة ولاية لويزيانا، من الصعب تحديد كيف أصبحت حدادة الفضة والذهب من الوظائف التي سيطر عليها اليهود في اليمن. أحيانًا كان صائغ الفضة اليهود في هذه المنطقة مضاءً بالقمر كأطباء أسنان، حيث يمكن استخدام كماشة صائغهم لرسم الأسنان. على الرغم من ذلك، كان من المقبول عمومًا في اليمن أن يتمتع صانعو الفضة المتخصصون بمكانة مؤثرة تفوق كل الآخرين داخل المجتمع اليهودي، لأن صائغي الفضة ينتمون إلى النخبة الروحية في المجتمع.
قام صائغ الفضة اليمنيون بإذابة العملات الفضية لإنتاج الجنابي والأغماد، ومجوهرات الزفاف وغيرها من الأشياء الفضية. كان تالر ماريا تيريزا (المعروف محليا بالريال الفرانصي) مفضل بشكل خاص لمحتواه الفضي المتسق ونقاوته (يحوي على نسبة 83 في المائة من الفضة؛ والباقي سبيكة)، ولتوافره على نطاق واسع في اليمن بسبب ميناء المخا وتجارة البن مع الفرنسيين حين كان اليمنيون يطالبون بدفع ثمن منتجاتهم من خلال التالر.

## الأنماط والمحتوى الفضي
يلاحظ العمل الفضي اليمني لاستخدامه المعقد للصغر والحبيبات الدقيقة. كانت المجوهرات التي تحتوي على نسبة عالية من الفضة يطلق عليها ṭohōr من قبل اليهود المحليين، أوmuḫlaṣ باللغة العربية، وتشير إلى المجوهرات التي يتراوح محتواها الفضي من 85 إلى 92 في المائة، بينما كان الباقي نحاسيًا. في صنعاء، استخدم صائغ الفضة اليهود بشكل روتيني ثالر ماريا تيريزا من خلال إعادة صهره. كان السكان الأقل ثراءً في المدن والمناطق الريفية، وكذلك البدو، يطلبون بشكل روتيني المجوهرات التي يكون محتواها من الفضة أقل، تصل إلى 60 في المائة من الفضة، والباقي من النحاس، والتي كانت تُعرف باسم fuḍah (الفضة) بالعربية. حتى الفضة ذات الجودة المنخفضة كانت تسمى niṣfī، وهي كلمة لها دلالة "نصف"، مما يعني أنها مصنوعة من نصف الفضة ونصفها من النحاس.

### قلادات لابي

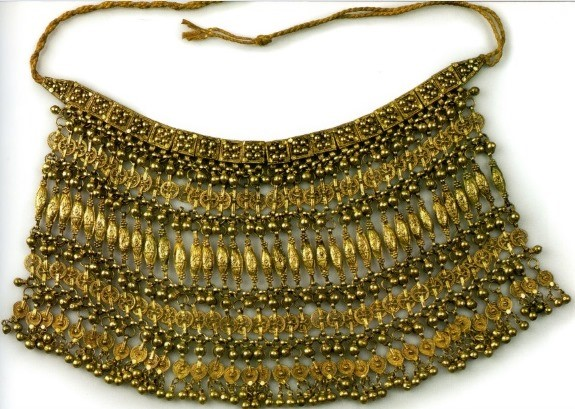
تخريمية فضية مذهبة، حبيبات (القرن العشرين)

من بين مجموعة المجوهرات المتنوعة المعروفة في اليمن، يعتبر labbe (قلادة البيب المزخرفة) الأكثر إثارة للإعجاب في تعقيده. إنه عمل ماهر للغاية لصائغي الفضة اليهود، وهو شهادة على الحرفية الرائعة، التي تتطلب عملاً شاقًا وحسًا فنيًا متطورًا، يعبر عنه المزيج المتناغم والجمالي لأجزائه العديدة. labbe هي قطعة مجوهرات شهيرة بين النساء اليهوديات والمسلمات على حد سواء. في اللغة العربية، يشير اسم labbe إلى المكان الغارق تحت تفاحة آدم على الرقبة، حيث يتم ارتداؤها.
قلادات لابي المصنوعة من الصغر المطبق، وهي مفتوحة وجيدة التهوية مثل الشبكة المتداخلة لشبكة العنكبوت، أصبحت أكثر شهرة خلال الفتح العثماني لليمن في منتصف القرن التاسع عشر، وأطلق عليها اسم لبات شابك في صنعاء، بعد ذلك. تقنية. حتى ذلك الحين، حضر معظمها باستخدام تقنيات الصب والنقش والتشكيل من القطع الصلبة. عدد قليل فقط من الفضة. يتكون لابي تقليديًا من عشرات المكونات المرتبة في صفوف أو طوابق أفقية (خطوط مسقطة). يشكّل الصف العلوي قاعدة القلادة، مع أجزاء متصلة (في العادة دلايات متسلسلة) مثبتة بكثافة على خيط قطني أو حرير، ممتدة لأسفل بالطول، في أعمدة متطابقة تشكل الخطوط الأفقية. يتكون من صف واحد أو أكثر من الأجزاء، والتي تتنوع أشكالها: معينات الشكل الماسية، والمربعات والمستطيلات، والخرز المستدير أو الوريدات. يحتوي معظمها على ألواح معدنية ملساء، في شكل دائري وألماس (المعين)، ومرصعة بالجواهر المسماة بالزهرة العربية، بمعنى، اللؤلؤ، العنبر، المرجان والزجاج الملون. كان الحرفيون يطبقون ببذخ الزخارف المصنوعة من حبيبات فضية صغيرة مستديرة. المعلقات المعدنية هي سمة من سمات قلادات لابي التي يرتديها القرويون. قد تحتوي قلادات لابي الكبيرة على ما يصل إلى ثلاثين صفاً أو أكثر.

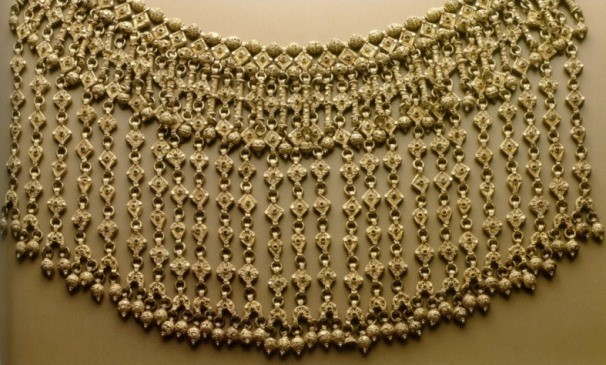
العقد الكبير من صنعاء، اليمن - القرن التاسع عشر أو العشرين

المكونات مترابطة بواسطة حلقات ملفوفة في الصفوف الرأسية والأفقية. موقع العناصر في الخطوط الرأسية مكمل لبعضها البعض، وكذلك موحد على طول جميع الخطوط الرأسية. في الخطوط الرأسية، هناك أربعة إلى ثمانية عناصر موصولة واحدة تحت الأخرى بسلك معدني على شكل الرقم ثمانية، يُدعى methamāna العربية، ويعني "ثمانية". بالنسبة لمعظم الأطراف، تنتهي حواف القاعدة إما بمثلثات أو أقماع. من حين لآخر، تم دمج الزخارف المستخدمة في قاعدتها أيضًا في جسم labbe، خاصة الوردة والمعين والخرز المستدير. تختلف قلادات Labbe التي ترتديها النساء المسلمات عادةً عن تلك التي ترتديها النساء اليهوديات، من حيث أنها تفتقر إلى قاعدة. كانت قلادات Labbe التي ترتديها النساء المسلمات عادةً في وسط اليمن تحتوي على مكونات محدبة أو زخارف مستديرة وبطن تشبه الأوراق أو حبوب aqrāṭ she'iriyāt. في بعض الأماكن، كان من الشائع إرفاق قطعة من القماش المنسوج على ظهر labbe، مثل البطانة الداخلية للملابس، لحماية الملابس والتطريز، وكذلك الجلد، من التآكل.

### غمد لخناجر الرجال

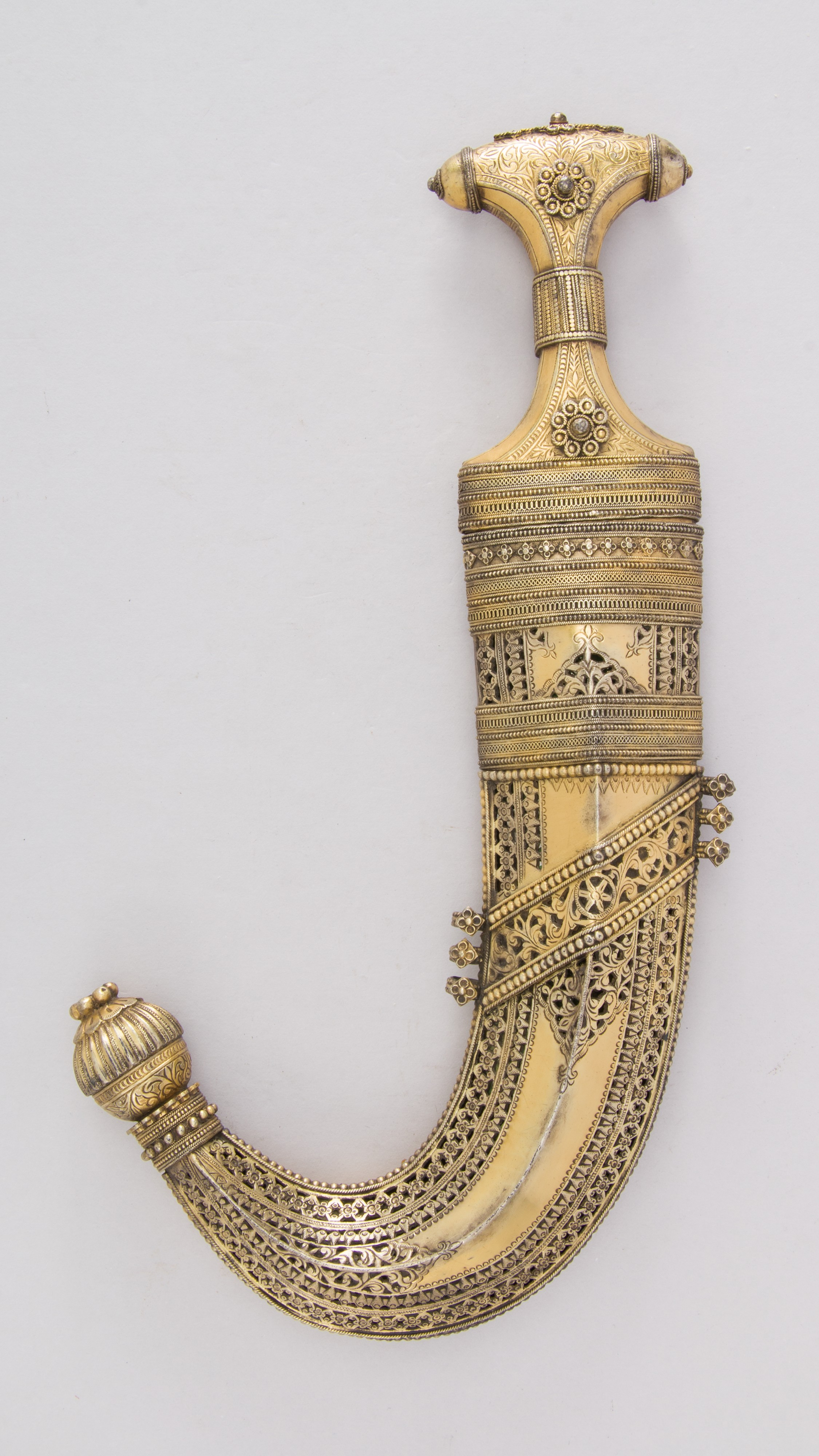
خنجر جنبية بغمد فضي مذهّب

تقليديا، يرتدي معظم الرجال اليمنيين غير اليهود خنجرًا مميزًا (الجنبية) بمقابض متقنة متصلة بحزامهم. الغمدات مصنوعة من الخشب ومغطاة بالجلد، وإذا كان حاملها قادرًا على تحمل تكلفتها، فإن الغمدات مزينة بغطاء فضي أو حتى مطلي بالذهب. يُنتج بشكل أساسي في صنعاء، ولكن أيضًا مع الاختلافات الإقليمية، هناك نوعان رئيسيان، 'asīb ' الذي يرتديه رجال القبائل في منتصف أجسادهم، thūma (جمع thūwam)، التي يرتديها في الجانب الأيمن أعضاء الطبقات القيادية السابقة، السعيد والقادس. غالبًا ما يكون الجزء العلوي من هذه الأغماد مزخرفًا بشريط أو طوق معدني عريض، يُطلق عليه اسم المنجد، وعادة ما يكون مصنوعًا من الفضة، أو منقوشًا أو مثقوبًا في أنماط التمرير أو مرصع بحبيبات صغيرة أو خرز زجاجي بأنماط هندسية. في الطرف السفلي، ينتهي الغمد بغطاء معدني يسمى القشرة، والذي قد يطيل طرف الغمد بطريقة منحنية حتى المقبض تقريبًا. النوع الشائع من الكابوس ينتهي بمقبض دائري أو نقطة مخروطية الشكل، وعادة ما تكون مصنوعة من سبيكة فضية رفيعة.

### التقنيات
بينما يمكن أيضًا صنع حبيبات الفضة عن طريق إسقاط الفضة المذابة في الماء البارد، في اليمن، استخدم معظم صائغي الفضة تقنية مختلفة. كانت الحبيبات الفضية (šaḏir) تُحضَّر من سلك فضي، مقطعة إلى قطع صغيرة، ثم تُغطى بجمر يسخن باللهب، ومن خلاله تحصل على شكلها الدائري. تشكل هذه العملية حبيبات مستديرة تمامًا، أو "قطرات"، حصل لحامها على قطعة المجوهرات حسب الرغبة.

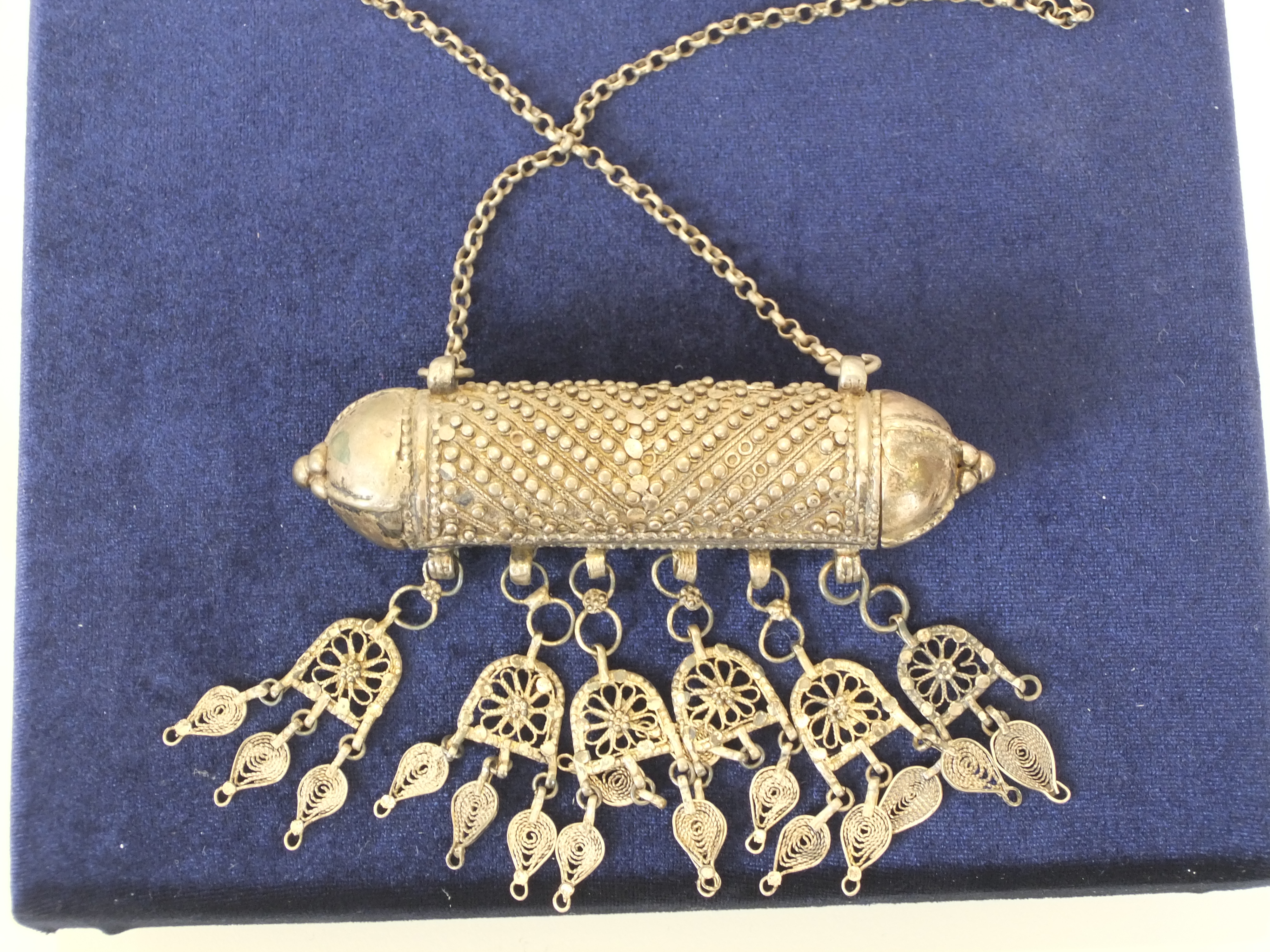
حافظة تميمة من الفضة مع دلايات

كان التحبيب شكلًا شائعًا من تقنيات الزخرفة المستخدمة في صنع الخواتم والأساور والقلائد الكبيرة. كانت القلادة المحببة هي الأكثر تعقيدًا، حيث كان استخدام التحبيب مركزيًا. من هذه الحبيبات، أعد الحرفيون masbū'āt - الكتلة الشبيهة بالورود المكونة من سبع حبيبات، matisū'āt - المعين على شكل الماس المكون من تسع حبيبات، حبات التوت المعروفة باسم tūt لعقد المختنق ma'naqeh)، من بين عناصر أخرى.
صنع الأسلاك الفضية في اليمن عن طريق أخذ الفضة الخام غير المتشكلة (sabāyik باللغة العربية)، صهرها في بوتقة ثم صب الفضة المذابة في قالب بطول الإصبع مصنوع من أرض خاصة على شكل أنبوب. أنتج هذا السبائك. تم الحصول على أحجام مختلفة من الأسلاك عن طريق بثق سبيكة السلك من خلال جهاز فولاذي مثقوب يسمى mağarrah (انظر # المصطلحات). كان صائغ الفضة يمسك بالجهاز بين قدميه ويسحب السلك بملقط أو ملقط (كماشة)، وأحيانًا بأسنانه لإحكام قبضته على الملقط. من خلال تطبيق القوة بتحريك وزن جسمه بالكامل إلى اليسار واليمين، سينجح في النهاية في مد السلك وخيوطه عبر الفتحة. استمرت هذه الطريقة القديمة حتى إدخال الأجهزة الميكانيكية الفولاذية الحديثة لتصنيع الأسلاك في مطلع القرن العشرين، والتي قللت بعد ذلك بشكل كبير من الوقت المستغرق في صناعة الأسلاك الفضية والذهبية. ما كان يستغرق عدة أيام في السابق يتم تنفيذه الآن في ساعة واحدة. كانت هذه الأسلاك بمثابة أحد العناصر الأساسية للتصميم لمعظم قطع المجوهرات.
مادة شبيهة بالبوراكس (تُعرف باسم tinkār في اللهجة العربية اليمنية - والمعروفة أيضًا باسم "غراء صائغ الفضة" - كانت تُستخدم فقط في اليمن لغرض اللحام لربط قطعتين فضيتين منفصلتين (خاصة بالنسبة إلى تطبيق الأعمال الدقيقة والحساسة، مثل الحبيبات، على طبق من الفضة). لم يتم استخدام الكادميوم في اليمن لهذا الغرض على الإطلاق. استخدمت مادة مختلفة عند لحام الأسلاك الفضية في الصفيحة، والتي تم وضعها على اللوحة بواسطة ملاقط لحام الأسلاك.
فى السنوات الاخيرة في اليمن، اشترى صائغ الفضة جميع هذه المواد (حبيبات وأسلاك وألواح) مسبقة الصنع.

#### تقنية الصب و تكفيت

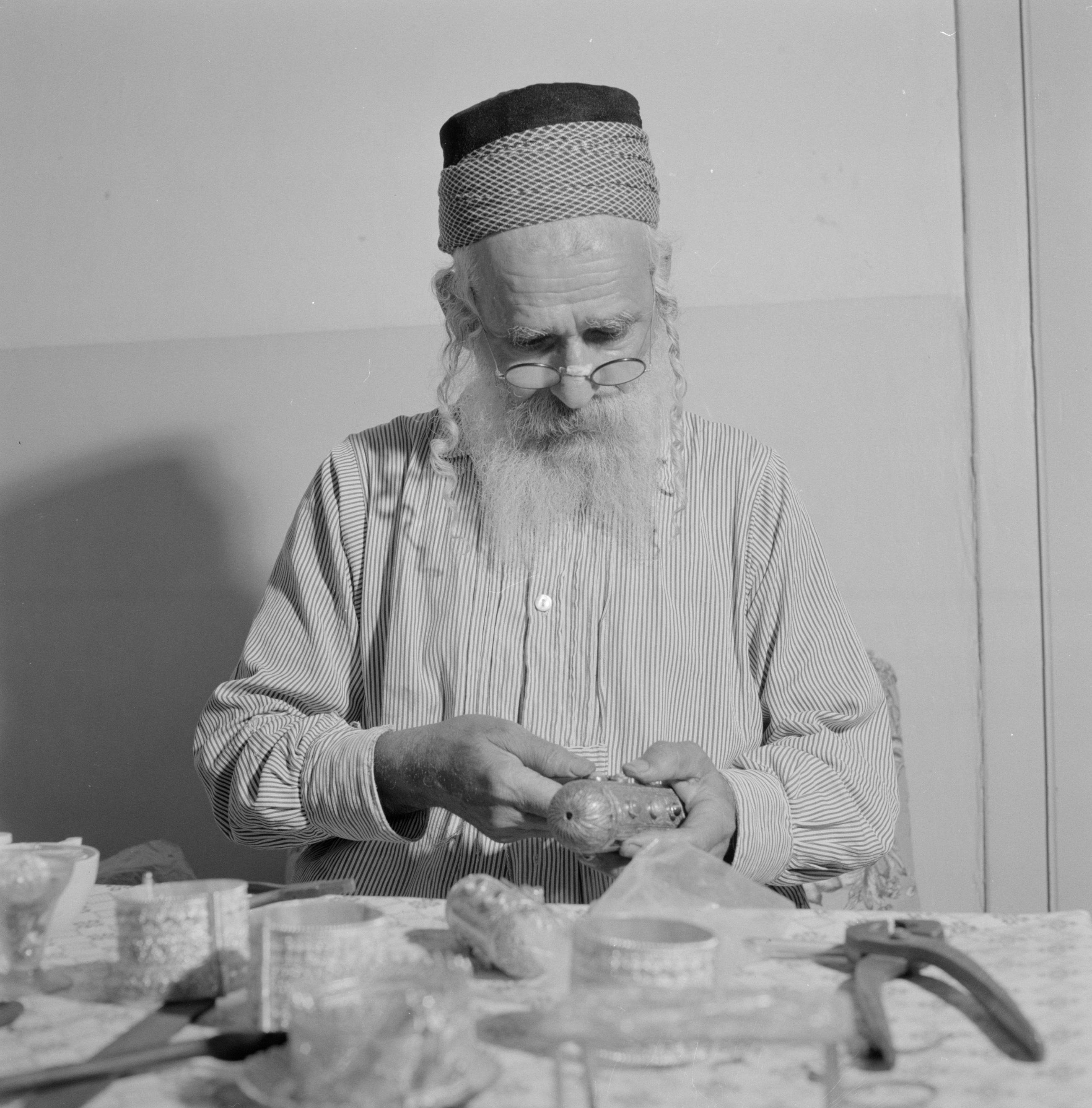
صائغ الفضة يوسف صلاح (تصادوق) في تجارته

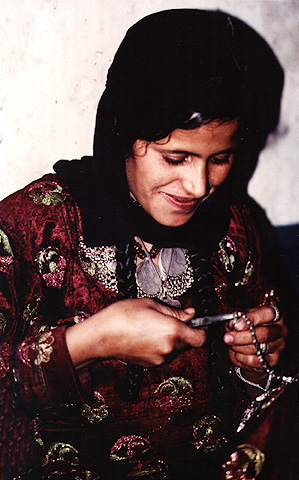
صائغة يهودية يمنية في وادي أملاح، الثمانينيات

تباينت التركيبة النسبية للمعادن المختلفة المستخدمة في صنع سوار تكفيت في اليمن، على الرغم من أن المركب المشهور يتكون مما يلي: مقابل كل 10 جرام من النحاس الأحمر الناعم، أضافوا 20 جرامًا من الرصاص الأسود، 1 جرام من الفضة الإسترليني (لهجات عربية يهودية : ṭohōr)، 3 جرام من الكبريت، و 3/4 جرام من البورق الخام.
وضع أثقل المعادن أولاً داخل البوتقة للصهر، تليها المعادن الأخف: الفضة والنحاس، والتي تم إحضارها إلى حالة الغليان، وبعد ذلك أضاف الحرفي الرصاص، يليه الكبريت. بمجرد إضافة الكبريت إلى الخليط وتقليبها، صب الحرفي المعدن المنصهر في قالب مسطح (بالعربية: mafraj) مصنوع من رمل الصب (عملية تعرف باسم الصب)، والتي كانت تتم قبل احتراق الكبريت. صنع القالب من العديد من الانطباعات الغائرة التي تشبه الأخدود والفتحات القابلة للإدخال التي تعمل بالطول حيث يقوم الحرفي بصب المعدن المنصهر لتشكيل إما قضبان (أسلاك) أو لويحات. كان صانعو الفضة ذوو الخبرة في اليمن يلقيون بالشكل المطلوب عن طريق إضافة tinkār (لحام مصنوع من البورق الخام) في قالب به مسحوق الكبريت. في هذه الحالة، سحق tinkār أولاً إلى مسحوق وخلط مع قطعة معدنية نيلو مطحونة ناعماً بعد أن تصلب، وأضيفت عناصر المسحوق إلى القالب قبل صب المعدن المنصهر. أدى هذا إلى منع ظهور فيلم غشائي متصلب على سطح الكائن النهائي بسبب الحرارة.
بعد الصب في القالب لصنع سبائك مستطيلة الشكل، أزال الحرفيون المعدن بعد أن تجمد، وبدأوا في تشكيله على شكل صفيحة فضية مسطحة عن طريق الضرب بمطرقة خشبية، حتى يصبح مسطحًا تمامًا ويتوافق مع سمكها على أساس البصر والشعور. في اليمن، لم يكن هناك ميكرومتر. تم بعد ذلك تقطيع الصفيحة الفضية المسطحة بالقصاصات إلى الحجم المطلوب، وبعد ذلك تدحرج على الطرف المستدير من أداة حديدية (لها طرف واحد مستدير)، على غرار المطرقة الكروية، حتى تم تشكيله على شكل أنبوب مجوف. داخل مركزه، كان الرصاص المصهور مصبوبًا، أو مادة أخرى تعرف qār، مصنوعة مما تبقى بعد حرق الأخشاب، والتي لها نفس قابلية الرصاص مثل الرصاص. بعد أن تم ملء الأنبوب بالرصاص المصهور وتصلب، بدأت عملية ثني الفضة ببطء على شكل سوار.
لتسهيل التشكيل السهل لهذا السوار الأسطواني الذي سيصبح قريبًا، كان الحرفيون يستخدمون كتلة من الخشب، appx. 30 سنتيمتر (12 بوصة) في الارتفاع، 20 سنتيمتر (7.9 بوصة) عرض، و 35 سنتيمتر (14 بوصة) في الطول، حيث كان هناك أخدود يبلغ قطره ثلاثة أصابع، وكان واضحًا عبر كامل سطح كتلة الخشب على عمق ca. 6 سنتيمتر (2.4 بوصة). تم صنع كتلة الخشب من العديد من هذه الأخاديد، بأحجام مختلفة، بعضها أعمق وأضيق من الأخريات. من خلال هذا الأخدود، كان الحرفي يمرر قضيبًا خشبيًا يدور به السوار ويثنيه في الشكل. قام بتمرير الأنبوب الأسطواني عبر الأخدود، أولاً عند عرضه، ثم قام بتضييقه، وكرر العملية حتى تُرك في النهاية بالشكل المطلوب وتقريب طرفي الأنبوب الأسطواني من بعضهما البعض. بعد الحصول على سوار ناعم، حيث تم اللحام من داخل السوار (وليس من الخارج)، قام الحرفي بوضع علامة بالفحم أو قلم رصاص على التصاميم التي يرغب في صنعها على منتج تكفيت وبدأ على الفور عملية النقش والاستفادة من المنافذ المصممة بأشكال مختلفة، والملفات العائمة، والحفر، بعضها ذو رؤوس مسطحة، والبعض الآخر مدبب؛ بعضها مستدير والبعض الآخر مثل زوج من البوصلات، إلخ.
بمجرد اكتمال النقش، تمت إزالة الرصاص عن طريق تسخين السوار قليلاً في النار. بعد تفريغ السوار، قام الحرفي بعد ذلك بلحام النصفين معًا في نهايتيهما، تاركًا ثقبًا أو ثقبين صغيرين في السوار، بحيث لا ينفجر عند إعادة تسخينه بسبب تراكم الأبخرة. تم بعد ذلك تنظيف القطعة جيدًا وصقلها برمل البحر المطحون جيدًا الذي تم نخله، حتى لا تتسبب في تآكل المنتج النهائي. ثم حفظ رمال البحر في إناء خزفي. في تلك الأماكن التي صنع فيها الحرفي تصميمات وأراد إبرازها باللون الرمادي المائل إلى الأزرق، قام بطلاء المنطقة بمركبات نيلو المعدنية المسحوقة (المكونة من الكبريت والنحاس والفضة والرصاص)، ووضع القطعة النهائية فوقها. فحم نحاسي للتدفئة على حرارة منخفضة، تم إرفاقه بزوج من المنفاخ يستخدم لنفخ الهواء برفق في الموقد. فوق الموقد كان هناك حديد شبكي لدعم السوار. خلال هذه العملية، تم قلب السوار على النار لإذابة مادة المسحوق المطبقة عليه. بعد ذلك، تمت إزالة السوار من الموقد وتركه ليبرد، وصقل مرة أخرى برمال البحر المطحونة.

## مقتنيات المتحف والمعارض
من بين المجموعات الأخرى، المجوهرات الفضية اليمنية مملوكة لمتحف إسرائيل، ومتحف والترز للفنون، ومتحف متروبوليتان للفنون، والمتحف البريطاني. عرض للجمهور في المعارض التالية:
- الإكليل والخنجر: صاغة الفضة اليهودية في اليمن، متحف والترز للفنون، 2002-2003.[11][30]
- "الفضة تتكلم: المجوهرات التقليدية للشرق الأوسط"، متحف الخرز في واشنطن العاصمة، 2002-2003؛ المتحف العربي الأمريكي القومي 2007-2008.[8][31]

## أنظر أيضا
- الفن الاحتفالي اليهودي
- أكاديمية بتسلئيل للفنون والتصميم

## روابط خارجية
- جمعية المجتمع والثقافة - قلادة نتانيا